# Bel Paese (fromage)
Pour les articles homonymes, voir Bel paese.
Bel Paese ou Italico est la marque commerciale d'un fromage industriel fabriqué par le groupe italien Galbani. C'est un fromage à pâte semi-molle, fait à partir de lait de vache. Il fut mis au point en 1906 par Egidio Galbani, qui voulait obtenir un fromage destiné principalement au marché intérieur. La marque Bel Paese est inspirée du livre d’Antonio Stoppani du même nom et signifie « Beau Pays ».
Originellement fabriqué à Melzo, près de Milan, il est maintenant fabriqué dans le monde entier du fait de l'envergure du groupe Galbani. Après six à huit semaines de maturation, il développe un arôme léger et crémeux et une robe jaune pâle, moulée en petits cylindres.
Ce fromage peut être consommé tel quel, accompagné d’un vin fruité ou remplacer la mozzarella en garniture des pizzas.